# Associazione Sportiva Roma 1967-1968
Questa voce raccoglie le informazioni riguardanti l'Associazione Sportiva Roma nelle competizioni ufficiali della stagione 1967-1968.

## Stagione
La squadra, guidata per il terzo anno da Oronzo Pugliese, ha un inizio scoppiettante spinta dai gol del neo acquisto, prelevato dal Genoa, Giuliano Taccola, rivelazione del campionato. Con il passare del tempo, la squadra va via via sgonfiandosi e il gioco eccessivamente offensivo comincia a pesare troppo su una difesa poco solida. Dopo una serie di risultati negativi, la squadra termina il campionato con un decimo posto, stemperando le speranze cresciute nella fase iniziale del torneo.

## Divise
La divisa primaria è costituita da maglia rossa con colletto a polo giallo, pantaloncini bianchi, calze rosse bordate di giallo; in trasferta viene usata una maglia bianca con colletto a polo e con una banda giallorossa obliqua, pantaloncini bianchi e calzettoni bianchi bordati di giallorosso. La terza divisa è formata da maglia gialla con collo a V rosso, pantaloncini bianchi, calzettoni rossi bordati di giallo. I portieri usano una maglia nera abbinata a calzoncini neri e calzettoni rossi bordati di giallo.
| Casa | Trasferta | Terza divisa | Portiere |

## Organigramma societario
Di seguito l'organigramma societario.
Area direttiva
- Presidente: Franco Evangelisti
- Segretario: Vincenzo Biancone

Area tecnica
- Allenatore: Oronzo Pugliese

Area sanitaria
- Medici sociali: Gatello Di Martino
- Massaggiatori: Roberto Minaccioni

## Rosa
Di seguito la rosa.
| N. |                   | Ruolo | Calciatore              |
| -- | ----------------- | ----- | ----------------------- |
|    | Italia (bandiera) | P     | Alberto Ginulfi         |
|    | Italia (bandiera) | P     | Pier Luigi Pizzaballa   |
|    | Italia (bandiera) | D     | Francesco Cappelli      |
|    | Italia (bandiera) | D     | Giancarlo Carloni       |
|    | Italia (bandiera) | D     | Francesco Carpenetti    |
|    | Italia (bandiera) | D     | Giacomo Losi (capitano) |
|    | Italia (bandiera) | D     | Enzo Robotti            |
|    | Italia (bandiera) | D     | Francesco Scaratti      |
|    | Italia (bandiera) | D     | Paolo Sirena            |
|    | Italia (bandiera) | D     | Luciano Spinosi         |
|    | Italia (bandiera) | C     | Fabio Capello           |

| N. |                    | Ruolo | Calciatore         |
| -- | ------------------ | ----- | ------------------ |
|    | Italia (bandiera)  | C     | Franco Cordova     |
|    | Italia (bandiera)  | C     | Sergio Ferrari     |
|    | Italia (bandiera)  | C     | Giampiero Imperi   |
|    | Italia (bandiera)  | C     | Luigi Ossola       |
|    | Italia (bandiera)  | C     | Ambrogio Pelagalli |
|    | Brasile (bandiera) | A     | Jair da Costa      |
|    | Italia (bandiera)  | A     | Fabio Enzo         |
|    | Spagna (bandiera)  | A     | Joaquín Peiró      |
|    | Italia (bandiera)  | A     | Angelo Orazi       |
|    | Italia (bandiera)  | A     | Giuliano Taccola   |

Giocatori prestati per disputare la Coppa delle Alpi
| N. |                   | Ruolo | Calciatore     |
| -- | ----------------- | ----- | -------------- |
|    | Italia (bandiera) | A     | Gino Stacchini |

## Calciomercato
Di seguito il calciomercato.
| Acquisti | Acquisti           | Acquisti       | Acquisti               |
| R.       | Nome               | da             | Modalità               |
| -------- | ------------------ | -------------- | ---------------------- |
| D        | Francesco Cappelli | Venezia        | definitivo             |
| D        | Enzo Robotti       | Brescia        | definitivo             |
| D        | Francesco Scaratti | Verona         | definitivo             |
| D        | Luciano Spinosi    | Tevere Roma    | definitivo             |
| C        | Fabio Capello      | SPAL           | definitivo (260 mln £) |
| C        | Franco Cordova     | Brescia        | definitivo             |
| C        | Sergio Ferrari     | Lecco          | definitivo             |
| C        | Giampiero Imperi   | Catania        | prestito               |
| C        | Ambrogio Pelagalli | Atalanta       | definitivo             |
| A        | Jair da Costa      | Inter          | prestito               |
| A        | Angelo Orazi       | Fortis Spoleto | definitivo             |
| A        | Giuliano Taccola   | Genoa          | definitivo             |

| Cessioni | Cessioni           | Cessioni     | Cessioni      |
| R.       | Nome               | a            | Modalità      |
| -------- | ------------------ | ------------ | ------------- |
| D        | Gennaro Olivieri   | Perugia      | definitivo    |
| D        | Aldo Sensibile     | Lecco        | definitivo    |
| C        | Sergio Carpanesi   | Sampdoria    | definitivo    |
| C        | Sergio Pellizzaro  | Catanzaro    | definitivo    |
| C        | Mario Russo        | L.R. Vicenza | definitivo    |
| C        | Nevio Scala        | Milan        | fine prestito |
| C        | Jürgen Schütz      | Brescia      | definitivo    |
| C        | Giuseppe Tamborini | Varese       | definitivo    |
| A        | Paolo Barison      | Napoli       | definitivo    |
| A        | Giordano Colausig  | Inter        | definitivo    |

## Risultati

### Serie A

#### Girone di andata
| Arbitro: | De Robbio (Torre Annunziata) |

|              |           |            |
| Facchetti 7’ | Marcatori | 8’ Taccola |

| Arbitro: | Lo Bello (Siracusa) |

|                            |           |             |
| Peiró 7’ Nardin 34’ (aut.) | Marcatori | 51’ Barison |

| Arbitro: | Francescon (Padova) |

|  |           |             |
|  | Marcatori | 72’ Taccola |

| Arbitro: | Genel (Trieste) |

|                    |           |              |
| Jair 72’ Peiró 72’ | Marcatori | 72’ De Sisti |

| Arbitro: | Di Tonno (Lecce) |

|                 |           |              |
| Francesconi 50’ | Marcatori | 39’ Scaratti |

| Arbitro: | Angonese (Mestre) |

|             |           |             |
| Taccola 25’ | Marcatori | 80’ Savoldi |

| Arbitro: | Carminati (Milano) |

|  |           |             |
|  | Marcatori | 77’ Capello |

| Roma 12 novembre 1967, ore 14:30 8ª giornata | Roma           | 0 – 0 referto | L.R. Vicenza | Stadio Olimpico di Roma (50 383 spett.)\| Arbitro: \| Gonella (Asti) \| |
| Arbitro:                                     | Gonella (Asti) |               |              |                                                                         |

| Arbitro: | Francescon (Padova) |

|                  |           |  |
| Vastola 68’, 85’ | Marcatori |  |

| Arbitro: | Motta (Monza) |

|                          |           |                              |
| Carpenetti 15’ Peiró 72’ | Marcatori | 7’ Greatti 30’ Nené 68’ Riva |

| Mantova 9 dicembre 1967, ore 14:30 11ª giornata | Mantova             | 0 – 0 referto | Roma | Stadio Danilo Martelli (9 528 spett.)\| Arbitro: \| Lo Bello (Siracusa) \| |
| Arbitro:                                        | Lo Bello (Siracusa) |               |      |                                                                            |

| Roma 17 dicembre 1967, ore 14:30 12ª giornata | Roma            | 0 – 0 referto | Bologna | Stadio Olimpico di Roma (45 383 spett.)\| Arbitro: \| Genel (Trieste) \| |
| Arbitro:                                      | Genel (Trieste) |               |         |                                                                          |

| Arbitro: | De Robbio (Torre Annunziata) |

|                  |           |  |
| Taccola 30’, 37’ | Marcatori |  |

| Arbitro: | Gonella (Asti) |

|                                |           |  |
| Prati 30’, 90’ Losi 79’ (aut.) | Marcatori |  |

| Arbitro: | De Marchi (Pordenone) |

|  |           |                        |
|  | Marcatori | 29’ Facchin 58’ Combin |

#### Girone di ritorno
| Arbitro: | Angonese (Mestre) |

|                       |           |                                                               |
| Enzo 50’ Scaratti 83’ | Marcatori | 16’ Cappellini 59’ Domenghini 64’, 89’ Corso 73’, 85’ Mazzola |

| Arbitro: | Genel (Trieste) |

|                          |           |  |
| Altafini 14’, 89’ (rig.) | Marcatori |  |

| Arbitro: | Carminati (Milano) |

|          |           |             |
| Enzo 32’ | Marcatori | 74’ Rozzoni |

| Firenze 11 febbraio 1968, ore 15:00 19ª giornata | Fiorentina                   | 0 – 0 referto | Roma | Stadio Comunale (20 868 spett.)\| Arbitro: \| De Robbio (Torre Annunziata) \| |
| Arbitro:                                         | De Robbio (Torre Annunziata) |               |      |                                                                               |

| Arbitro: | Di Tonno (Lecce) |

|             |           |                      |
| Taccola 54’ | Marcatori | 1’ (rig.) Frustalupi |

| Arbitro: | Monti (Ancona) |

|                         |           |             |
| Savoldi 22’ (rig.), 28’ | Marcatori | 69’ Cordova |

| Roma 3 marzo 1968, ore 15:00 22ª giornata | Roma                | 0 – 0 referto | Juventus | Stadio Olimpico di Roma (47 383 spett.)\| Arbitro: \| Lo Bello (Siracusa) \| |
| Arbitro:                                  | Lo Bello (Siracusa) |               |          |                                                                              |

| Vicenza 10 marzo 1968, ore 15:00 23ª giornata | L.R. Vicenza       | 0 – 0 referto | Roma | Stadio Romeo Menti (10 185 spett.)\| Arbitro: \| Picasso (Chiavari) \| |
| Arbitro:                                      | Picasso (Chiavari) |               |      |                                                                        |

| Arbitro: | De Marchi (Pordenone) |

|          |           |  |
| Enzo 64’ | Marcatori |  |

| Arbitro: | Gussoni (Tradate) |

|                |           |                      |
| Boninsegna 29’ | Marcatori | 11’ Taccola 59’ Jair |

| Arbitro: | Francescon (Padova) |

|                                |           |                         |
| Bandoni 50’ (aut.) Taccola 85’ | Marcatori | 64’ Spelta 66’ Tomeazzi |

| Arbitro: | Branzoni (Pavia) |

|            |           |  |
| Perani 76’ | Marcatori |  |

| Arbitro: | Angonese (Mestre) |

|                   |           |  |
| Schutz 26’ (rig.) | Marcatori |  |

| Arbitro: | Possagno (Treviso) |

|             |           |          |
| Taccola 12’ | Marcatori | 3’ Golin |

| Arbitro: | Gussoni (Tradate) |

|                                 |           |             |
| Scaratti 45’ (aut.) Agroppi 66’ | Marcatori | 70’ Taccola |

### Coppa Italia
| Arbitro: | Torelli (Milano) |

|                                                              |           |           |
| Ferrari 19’ (aut.) Maraschi 22’ Losi 34’ (aut.) Pirovano 61’ | Marcatori | 10’ Peiró |

### Coppa Mitropa
| Arbitro: | Linemayr |

|                     |           |          |
| Dobiaš 25’ Švec 72’ | Marcatori | 75’ Enzo |

| Arbitro: | Jakse |

|             |           |          |
| Taccola 21’ | Marcatori | 43’ Kuna |

### Coppa delle Alpi

#### Fase a gironi
| Arbitro: | Tschenscher |

|             |           |  |
| Taccola 63’ | Marcatori |  |

| Arbitro: | Ott |

|                          |           |                      |
| Fischli 6’ Demarmels 18’ | Marcatori | 49’ Taccola 85’ Jair |

| Arbitro: | Siebert |

|                                 |           |                           |
| Blanchaud 62’ Sirena 82’ (aut.) | Marcatori | 16’ Taccola 41’, 65’ Enzo |

| Arbitro: | Droz |

|                                         |           |  |
| Kapitulski 11’ (rig.) Rehhagel 17’, 53’ | Marcatori |  |

| Arbitro: | Heinemann |

|  |           |                      |
|  | Marcatori | 4’ Taccola 52’ Peirò |

## Statistiche

### Statistiche di squadra
Di seguito le statistiche di squadra.
| Competizione     | Punti | In casa | In casa | In casa | In casa | In casa | In casa | In trasferta | In trasferta | In trasferta | In trasferta | In trasferta | In trasferta | Totale | Totale | Totale | Totale | Totale | Totale | DR  |
| Competizione     | Punti | G       | V       | N       | P       | Gf      | Gs      | G            | V            | N            | P            | Gf           | Gs           | G      | V      | N      | P      | Gf     | Gs     | DR  |
| ---------------- | ----- | ------- | ------- | ------- | ------- | ------- | ------- | ------------ | ------------ | ------------ | ------------ | ------------ | ------------ | ------ | ------ | ------ | ------ | ------ | ------ | --- |
| Serie A          | 27    | 15      | 4       | 8       | 3       | 17      | 19      | 15           | 3            | 5            | 7            | 8            | 16           | 30     | 7      | 13     | 10     | 25     | 35     | -10 |
| Coppa Italia     |       | 0       | 0       | 0       | 0       | 0       | 0       | 1            | 0            | 0            | 1            | 1            | 4            | 1      | 0      | 0      | 1      | 1      | 4      | -3  |
| Coppa Mitropa    |       | 1       | 0       | 1       | 0       | 1       | 1       | 1            | 0            | 0            | 1            | 1            | 2            | 2      | 0      | 1      | 1      | 2      | 3      | -1  |
| Coppa delle Alpi |       | 0       | 0       | 0       | 0       | 0       | 0       | 5            | 3            | 1            | 1            | 8            | 7            | 5      | 3      | 1      | 1      | 8      | 7      | +1  |
| Totale           | -     | 16      | 4       | 9       | 3       | 18      | 20      | 22           | 6            | 6            | 10           | 18           | 29           | 38     | 10     | 15     | 13     | 36     | 49     | -13 |

### Andamento in campionato
| Giornata  | 1 | 2 | 3 | 4 | 5 | 6 | 7 | 8 | 9 | 10 | 11 | 12 | 13 | 14 | 15 | 16 | 17 | 18 | 19 | 20 | 21 | 22 | 23 | 24 | 25 | 26 | 27 | 28 | 29 | 30 |
| --------- | - | - | - | - | - | - | - | - | - | -- | -- | -- | -- | -- | -- | -- | -- | -- | -- | -- | -- | -- | -- | -- | -- | -- | -- | -- | -- | -- |
| Luogo     | T | C | T | C | T | C | T | C | T | C  | T  | C  | C  | T  | C  | C  | T  | C  | T  | C  | T  | C  | T  | C  | T  | C  | T  | T  | C  | T  |
| Risultato | N | V | V | V | N | N | V | N | P | P  | N  | N  | V  | P  | P  | P  | P  | N  | N  | N  | P  | N  | N  | V  | V  | N  | P  | P  | N  | P  |
| Posizione | 8 | 3 | 1 | 1 | 1 | 1 | 1 | 1 | 1 | 3  | 3  | 2  | 2  | 4  | 7  | 8  | 10 | 10 | 9  | 10 | 11 | 10 | 11 | 10 | 9  | 9  | 9  | 10 | 10 | 10 |

Legenda:

Luogo: C = Casa; T = Trasferta. Risultato: V = Vittoria; N = Pareggio; P = Sconfitta.

### Statistiche dei giocatori
Desunte dai tabellini del Corriere dello Sport, de La Stampa e de L'Unità.
| Giocatore       | Serie A  | Serie A | Coppa Italia | Coppa Italia | Coppa Mitropa | Coppa Mitropa | Coppa delle Alpi | Coppa delle Alpi | Totale   | Totale |
| Giocatore       | Presenze | Reti    | Presenze     | Reti         | Presenze      | Reti          | Presenze         | Reti             | Presenze | Reti   |
| --------------- | -------- | ------- | ------------ | ------------ | ------------- | ------------- | ---------------- | ---------------- | -------- | ------ |
| F. Capello      | 11       | 1       | 1            | 0            | 0             | 0             | 0                | 0                | 12       | 1      |
| F. Cappelli     | 25       | 0       | 1            | 0            | 2             | 0             | 5                | 0                | 33       | 0      |
| G. Carloni      | 0        | 0       | 0            | 0            | 1             | 0             | 1                | 0                | 2        | 0      |
| F. Carpenetti   | 29       | 1       | 1            | 0            | 1             | 0             | 5                | 0                | 36       | 1      |
| F. Cordova      | 16       | 1       | 1            | 0            | 2             | 0             | 4                | 0                | 23       | 1      |
| F. Enzo         | 12       | 3       | 1            | 0            | 2             | 0             | 3                | 2                | 18       | 5      |
| S. Ferrari      | 24       | 0       | 1            | 0            | 1             | 0             | 5                | 0                | 31       | 0      |
| A. Ginulfi      | 10       | -12     | 1            | -4           | 1             | -2            | 3                | -2               | 15       | -20    |
| G. Imperi       | 3        | 0       | 0            | 0            | 0             | 0             | 0                | 0                | 3        | 0      |
| Jair            | 23       | 2       | 1            | 0            | 2             | 0             | 2                | 1                | 28       | 3      |
| G. Losi         | 27       | 0       | 1            | 0            | 2             | 0             | 5                | 0                | 35       | 0      |
| A. Orazi        | 0        | 0       | 0            | 0            | 0             | 0             | 0                | 0                | 0        | 0      |
| L. Ossola       | 9        | 0       | 0            | 0            | 1             | 0             | 2                | 0                | 12       | 0      |
| A. Pelagalli    | 27       | 0       | 1            | 0            | 2             | 0             | 0                | 0                | 30       | 0      |
| J. Peiró        | 20       | 3       | 1            | 1            | 2             | 0             | 4                | 1                | 27       | 5      |
| P.L. Pizzaballa | 21       | 0       | 0            | 0            | 1             | -1            | 2                | -5               | 24       | -6     |
| E. Robotti      | 21       | 0       | 0            | 0            | 2             | 0             | 0                | 0                | 23       | 0      |
| F. Scaratti     | 22       | 2       | 1            | 0            | 1             | 0             | 4                | 0                | 28       | 2      |
| P. Sirena       | 1        | 0       | 0            | 0            | 0             | 0             | 5                | 0                | 6        | 0      |
| L. Spinosi      | 1        | 0       | 0            | 0            | 0             | 0             | 0                | 0                | 1        | 0      |
| G. Taccola      | 29       | 10      | 0            | 0            | 1             | 0             | 5                | 4                | 35       | 14     |
| G. Stacchini    | -        | -       | -            | -            | -             | -             | 3                | 0                | 3        | 0      |

## Giovanili

### Piazzamenti
- Primavera: 
  - Campionato Primavera: ?
  - Torneo di Viareggio: Ottavi di finale

### Videografia
- Manuela Romano (a cura di), La storia della A.S. Roma (10 DVD-Video), Corriere dello Sport, Rai Trade, 2006.